# Vicetone
Vicetone é uma dupla holandesa de DJs e produtores de música eletrônica formada por Ruben den Boer (nascido em 22 de janeiro de 1992) e Victor Pool (nascido em 9 de julho de 1992), ambos da cidade de Groninga. A dupla começou sua carreira como DJs, e em 2013 entrou pela primeira vez na lista Top 100 DJs da DJ Mag, estreando na 60ª posição. No ano seguinte, em 2014, subiram 24 posições, alcançando o 36º lugar. Em 2015, caíram 14 posições, ficando em 50º. Retornaram ao Top 100 em 2019, na 83ª posição, mas saíram da lista no ano seguinte.

## Carreira
Em 2015, Vicetone lançou dois singles com Kat Nestel intitulados "Angels" e "Nothing Stopping Me", ambos pela gravadora Ultra Records, lançaram um remix para uma música do popular jogo League of Legends chamada "Project Yi" e remixaram Hardwell e Tiesto, colaboração de "Colors".
Para começar 2016, Vicetone lançou uma nova faixa na Spinnin 'Records chamada "Pitch Black". Isso foi seguido pelo lançamento de seu primeiro EP intitulado Aurora, que foi lançado em abril, antes do início de uma turnê com o mesmo nome. Em junho de 2016, eles lançaram a música 'Nevada' para Monstercat em colaboração com Cozi Zuehlsdorff.
Em 2018, Vicetone lançou outro single com Cozi Zuehlsdorff, intitulado "Way Back".
Em 2020, Vicetone alcançou o estrelato internacional com a ascensão de seu remix de 2014 da música "Astronomia" de Tony Igy, como um meme da internet, no qual o remix toca sobre um grupo de homens ganenses dançando carregando um caixão, uma tradição funerária comum em Gana e em partes da África, com a ideia de mandar seus entes queridos falecidos em grande estilo, em vez da maneira usual de luto.
Em 22 de janeiro de 2021, o Vicetone anunciou que seu álbum de estreia, intitulado "Legacy", sendo lançado em 2 de abril do mesmo ano. Este anúncio veio junto com o lançamento de seu primeiro single, "No Rest".

## Discografia

### Álbuns
| Título                                                          | Detalhes                                              | Posições de pico do gráfico |
| Título                                                          | Detalhes                                              | US Dance                    |
| --------------------------------------------------------------- | ----------------------------------------------------- | --------------------------- |
| Legacy                                                          | - Lançado: 2 de abril de 2021 - Gravadora: Monstercat | -                           |
| "-" indica uma gravação que não foi traçada ou não foi lançada. |                                                       |                             |

### Singles
| Título                                                                           | Ano  | Gravadora                               |
| -------------------------------------------------------------------------------- | ---- | --------------------------------------- |
| Calvin Harris - Let's Go (Vicetone Remix) (featuring Ne-Yo)                      | 2012 | Self Release                            |
| Flo Rida - Whistle (Vicetone Remix)                                              | 2012 | Self Release                            |
| Adele - Someone Like You (Vicetone Remix)                                        | 2012 | Self Release                            |
| Maroon 5 - Payphone (Vicetone Remix) (featuring Wiz Khalifa)                     | 2012 | Self Release                            |
| Vicetone - California                                                            | 2012 | Vicetone Records                        |
| Fedde Le Grand & Nicky Romero - Sparks (Vicetone Remix) (featuring Matthew Koma) | 2012 | Self Release                            |
| Morgan Page - The Longest Road (Vicetone Remix) (featuring Lissie)               | 2012 | Armada Music                            |
| Youngblood Hawke - We Come Running (Vicetone Remix)                              | 2012 | Self Release                            |
| Vicetone - Twenty                                                                | 2012 | Vicetone Records                        |
| Vicetone - Hope (featuring Barack Obama)                                         | 2012 | Self Release                            |
| Vicetone - Harmony                                                               | 2012 | Monstercat /Departed Records            |
| Zedd - Clarity (Vicetone Remix) (featuring Foxes)                                | 2012 | Self Release                            |
| NERVO - Hold On (Vicetone Remix)                                                 | 2013 | Self Release                            |
| NERVO & Hook N Sling - Reason (Vicetone Remix)                                   | 2013 | Self Release                            |
| Doctor P - Bulletproof (Vicetone Remix) (featuring Eva Simons)                   | 2013 | Self Release                            |
| Cazzette - Weapon (Vicetone Remix)                                               | 2013 | Self Release                            |
| Vicetone - Heartbeat (featuring Collin McLoughlin)                               | 2013 | Monstercat /Departed Records            |
| Vicetone - Stars (featuring Jonny Rose)                                          | 2013 | Trice Recordings                        |
| David Puentez - The One (Vicetone Remix) (featuring Shena)                       | 2013 | Big & Dirty Recordings                  |
| Vicetone vs. Nico Vega - Beast                                                   | 2013 | Vicetone vsNico Vega                    |
| Matthew Koma - One Night (Vicetone Remix)                                        | 2013 | Darkchild Records /Interscope           |
| Vicetone - Tremble                                                               | 2013 | Blanco y Negro Music                    |
| Nicky Romero vs. Krewella - Legacy (Vicetone Remix)                              | 2013 | Protocol Recordings /Ultra Records, LLC |
| Vicetone - Chasing Time (featuring Daniel Gidlund)                               | 2013 | Trice Recordings                        |
| Vicetone vs. Popeska - The New Kings (featuring Luciana)                         | 2013 | Self Release                            |
| Linkin Park & Steve Aoki - A Light That Never Comes (Vicetone Remix)             | 2013 | Dim Mak Records                         |
| Vicetone - Lowdown                                                               | 2014 | Spinnin' Records                        |
| Krewella - Enjoy the Ride (Vicetone Remix)                                       | 2014 | Columbia                                |
| Vicetone - White Lies                                                            | 2014 | Protocol Recordings                     |
| Cash Cash - Overtime (Vicetone Remix)                                            | 2014 | Spinnin' Records                        |
| Vicetone - Ensemble                                                              | 2014 | MusicMasters Recordings                 |
| Vicetone & Tony Igy - Astronomia                                                 | 2014 | Disco:Wax                               |
| Nicky Romero & Vicetone - Let Me Feel                                            | 2014 | Protocol Recordings                     |
| Vicetone - Heat                                                                  | 2014 | Revealed Recordings                     |
| Vicetone - United We Dance                                                       | 2014 | Ultra Records, LLC                      |
| Dillon Francis & Sultan + Ned Shepard - When We Were Young (Vicetone Remix)      | 2014 | Columbia                                |
| Vicetone - What I've Waited For                                                  | 2014 | Departed Records                        |
| Vicetone - No Way Out                                                            | 2014 | Spinnin' Records                        |
| Vicetone - Follow Me                                                             | 2015 | Ultra Records, LLC                      |
| Vicetone - United We Dance (New Mixes)                                           | 2015 | Ultra Records, LLC                      |
| Vicetone - Angels                                                                | 2015 | Ultra Records, LLC                      |
| Urban Cone - Come Back To Me (Vicetone Remix)                                    | 2015 | Universal Music AB                      |
| Kelly Clarkson - Invincible (Vicetone Remix)                                     | 2015 | RCA Records Label                       |
| Vicetone - Nothing Stopping Me                                                   | 2015 | Vicetone Records                        |
| Little Boots - No Pressure (Vicetone Remix)                                      | 2015 | Dim Mak Records                         |
| Vicetone - Catch Me                                                              | 2015 | Dim Mak Records                         |
| Vicetone - I'm On Fire                                                           | 2015 | Spinnin' Records                        |
| Hardwell & Tiësto - Colors (Vicetone Remix)                                      | 2015 | MusicMasters Recordings                 |
| Vicetone - Pitch Black                                                           | 2015 | Spinnin' Records                        |
| Vicetone - PROJECT: Yi (from the album "Warsongs")                               | 2016 | Riot Games                              |
| Vicetone - Bright Side (featuring Cosmos & Creature)                             | 2016 | Spinnin' Records                        |
| Vicetone - Don't You Run (featuring Raja Kumari)                                 | 2016 | Spinnin' Records                        |
| Vicetone - Siren (featuring Pia Toscano)                                         | 2016 | Spinnin' Records                        |
| Vicetone - Hawt Stuff                                                            | 2016 | Spinnin' Records                        |
| Bonnie McKee - I Want It All (Vicetone Remix)                                    | 2016 | Bonnie Mckee Music                      |
| Vicetone - Nevada (featuring Cozi Zuehlsdorff)                                   | 2016 | Monstercat                              |
| Vicetone - Anywhere I Go                                                         | 2016 | Spinnin' Records                        |
| Lindsey Stirling - Afterglow (feat. Vicetone)                                    | 2016 | Lindseystomp Music LLC                  |
| Vicetone - Electric                                                              | 2016 | Self Release                            |
| The Weeknd - Starboy (Vicetone Remix)                                            | 2016 | Self Release                            |
| Vicetone - Kaleidoscope (featuring Grace Grundy)                                 | 2016 | Spinnin' Records                        |
| Vicetone & Youngblood Hawke - Landslide                                          | 2016 | Spinnin' Records                        |
| Vicetone X Bob Marley - Is This Love                                             | 2017 | Self Release                            |
| A R I Z O N A - Oceans Away (Vicetone Remix)                                     | 2017 | Atlantic Records                        |
| Vicetone - Apex                                                                  | 2017 | Monstercat                              |
| Vicetone - I Hear You                                                            | 2017 | Monstercat                              |
| Vicetone - Collide (featuring Rosi Golan)                                        | 2017 | Spinnin' Records                        |
| Dua Lipa - New Rules (Vicetone Remix)                                            | 2017 | Self Release                            |
| Vicetone - Fix You                                                               | 2018 | Spinnin' Records                        |
| The Prodigy - Omen (Vicetone Remix)                                              | 2018 | Self Release                            |
| Vicetone - Way Back (featuring Cozi Zuehlsdorff)                                 | 2018 | Monstercat                              |
| The Knocks - Ride Or Die (Vicetone Remix) (featuring Foster The People)          | 2018 | Big Beat/Neon Gold                      |
| Vicetone - Walk Thru Fire (featuring Meron Ryan)                                 | 2018 | Monstercat                              |
| Vicetone - South Beach                                                           | 2018 | Vicetone Records                        |
| Vicetone - Something Strange (feat. Haley Reinhart)                              | 2018 | Monstercat                              |
| Vicetone - Fences (featuring Matt Wertz)                                         | 2019 | Monstercat                              |
| Vicetone - Feels Like (featuring LAUR)                                           | 2019 | Vicetone Records                        |
| Vicetone - Home                                                                  | 2019 | Vicetone Records                        |
| Vicetone - Waiting (featuring Daisy Guttridge & Eric Leva)                       | 2019 | Monstercat                              |
| Vicetone - Ran Out of Reasons (featuring Jude & Night Panda)                     | 2019 | Monstercat                              |
| Vicetone - Aftermath                                                             | 2019 | Vicetone Records                        |
| Vicetone - I Feel Human (featuring BullySongs)                                   | 2020 | Monstercat                              |
| Vicetone - Animal (featuring Jordan Powers & Bekah Novi)                         | 2020 | Monstercat                              |
| Alesso & Liam Payne - Midnight (Vicetone Remix)                                  | 2020 | Alefune AB                              |
| Vicetone - Shadow (feat. Allie X)                                                | 2020 | Monstercat                              |
| P. T. Adamczyk & Olga Jankowska - Never Fade Away (Vicetone Remix)               | 2021 | Self Release                            |
| Vicetone - No Rest                                                               | 2021 | Monstercat                              |
| The Weeknd - Save Your Tears (Vicetone Remix)                                    | 2021 | Self Release                            |
| Vicetone & Willim - Wish You Were Here (feat. Wink XY)                           | 2021 | Liquid State                            |
| Vicetone - Nevada (Lofi Mix) (featuring Cozi Zuehlsdorff)                        | 2022 | Monstercat                              |
| Vicetone - Tonight We Dance                                                      | 2022 | B1 Recordings                           |
| Vicetone - Barcelona Nights                                                      | 2022 | Monstercat                              |
| Vicetone - Always Running                                                        | 2022 | Monstercat                              |
| Vicetone - My Heart's on Fire (feat. Qvckslvr)                                   | 2022 | Monstercat                              |
| Vicetone - Tomorrow Never Comes                                                  | 2023 | Departed Records                        |
| Vicetone - Dopamine Junkie (featuring Ben Samama)                                | 2023 | Departed Records                        |
| Vicetone - The World Has A Heartbeat                                             | 2023 | Departed Records                        |

### Extended plays (EP)
| Título                                                          | Detalhes                                                                                | Posições de pico do gráfico |
| Título                                                          | Detalhes                                                                                | US Dance                    |
| --------------------------------------------------------------- | --------------------------------------------------------------------------------------- | --------------------------- |
| Aurora                                                          | - Lançado: 8 de abril de 2016 - Gravadora: Spinnin 'Records - Formato: download digital | 21                          |
| Elements                                                        | - Lançado: 22 de fevereiro de 2019 - Rótulo: Monstercat - Formato: download digital     | -                           |
| "-" indica uma gravação que não foi traçada ou não foi lançada. |                                                                                         |                             |

### Remixes

#### Charted
- Tony Igy - Astronomia (Vicetone Remix) (2014)

| Chart (2020)                                      | Peak position |
| ------------------------------------------------- | ------------- |
| Japão (Japan Hot 100)                             | 49            |
| Estados Unidos (Billboard Dance/Electronic Songs) | 13            |